# Longone Sabino
Longone Sabino es una localidad italiana de la provincia de Rieti, región de Lacio, con 648 habitantes.

## Evolución demográfica
| Gráfica de evolución demográfica de Longone Sabino entre 1861 y 2001 |
|                                                                      |
| Fuente ISTAT - Elaboración gráfica por parte de Wikipedia            |